# ネマニャ・ストイッチ
ネマニャ・ストイッチ（セルビア語: Немања Стојић, ラテン文字転写: Nemanja Stojić、1998年1月15日 - ）は、セルビアのサッカー選手。ポジションはディフェンダー。

## クラブ経歴
2024年6月3日、レッドスター・ベオグラードと3年契約を締結した。

## 代表経歴
2024年1月25日の国際親善試合、アメリカ戦に出場しセルビア代表デビューを果たした。
2024年5月27日、UEFA EURO 2024本大会のメンバー26人に選出された。